# Cambisòl

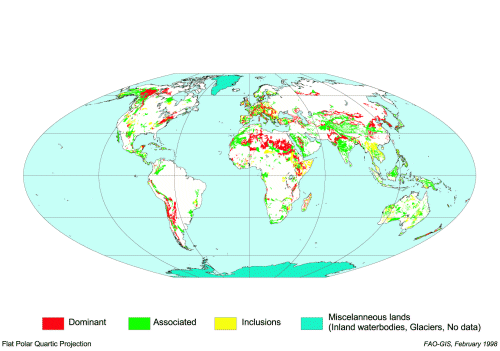
Distribució dels cambisòls

Un Cambisòl en la classificació de sòls de la FAO és un sòl en l'inici de la formació dels sòls. La diferenciació d'horitzons és feble.
Els cambisòls es desenvolupen en materials de textura mitjana i fina derivats d'un ampli rang de roques, principalment en dipòsits al·luvials, col·luvials i eòlics.
La majoria d'aquests tipus de sòl formen una bona terra agrària i estan usats intensivament- En els climes temperats els cambisòls es troben entre els sòls més productius del món.
Els cambisòls cobreixen uns 15 milions de km². Els cambisòls són menys comuns en els tròpics i subtròpics.